# Seventeen – Die Freundin meiner Tochter
Seventeen – Die Freundin meiner Tochter ist ein philippinischer Erotik-Thriller aus dem Jahr 2022. In dem Film beginnt eine Schülerin eine Affäre mit dem Vater einer Freundin. Die Hauptrollen spielten Ayanna Misola und Joko Diaz.

## Handlung
Die Schülerin Ana freundet sich in ihrer Klasse mit der neuen Mitschülerin Beth Calderon an. Da ihr Vater Conrado Geburtstag hat und ihre Eltern sie gerne kennenlernen möchten, lädt sie Beth zur Party ihres Vaters ein. Conrado ist ein attraktiver, erfolgreicher Immobilienmakler. Eines Tages wird er von seiner Angestellten Karen verführt, wobei die beiden in flagranti fast von Conrados Ehefrau erwischt werden. Auf seiner Feier lernt Conrado Beth, die Freundin seiner Tochter, kennen. Beth beginnt mit Conrado zu chatten, wobei dieser sich anfangs reserviert zeigt, schließlich jedoch auf ihre Nachrichten eingeht. Ungefragt beginnt Beth ihm Nacktbilder von ihr zu schicken. Schließlich beginnt sie in Videocalls vor ihm zu strippen und sich selbst zu befriedigen. Conrado findet zunehmend Gefallen an dem was er sieht.
Beth will sich mit Conrado in der realen Welt treffen, doch er lehnt ab. Eines Tages trifft er sie zufällig mit seiner Tochter bei sich zuhause. Am Esstisch, in Gegenwart von seiner Frau und Tochter, erregt Beth ihn mit dem Fuß unter dem Tisch. In der Nacht wird er von Beth überrascht, die ihn auffordert mit ihr zu schlafen, andernfalls werde sie die Affäre öffentlich machen. Conrado weist Beth zunächst zurück, doch gibt er später nach und trifft Beth in einem Hotel, wo sie Sex haben. Es kommt zu weiteren Treffen.
Conrado entdeckt, dass Beth ein Medikament namens Paxil einnimmt und nimmt Kontakt zu Beths Vater auf, erhält jedoch zunächst keine Antwort. Als er Beth einige Zeit ignoriert bestellt diese ihn zu sich, da sie sonst „ihrer Freundin“ alles erzählen werde. Conrado glaubt, dass Beth seiner Tochter alles berichten wird, doch als er im Hotel ankommt, erweist sich die Freundin als eine junge Frau namens Carla mit der Beth eine lesbische Beziehung hat. Sie fordert ihn auf zu dritt Sex zu haben. Conrado hofft danach von Beth in Ruhe gelassen zu werden.
Plötzlich zieht Beth jedoch ein Messer und stößt es Conrado in den Hals, dann vergiftet sie Carla mit einer Überdosis Tabletten, verwischt die Spuren und legt ihr das Messer in die Hand. Sie nimmt Conrados Laptop und löscht in der Zwischenzeit für ihn eingegangene Nachrichten. Ein Arzt schrieb, dass das fragliche Medikament Paxil nicht verwendet werden darf, wenn eine Person depressiv ist oder ein emotionales Trauma hat. In einer weiteren Nachricht erklärt Beths Vater Virgilio Calderon, dass seine Tochter Beth vor zwei Jahren verstorben ist und die Person auf einem Foto nicht Beth ist, sondern nur eine Frau, dir ihr ähnlich sieht. Er verweist auf einen Polizeibeamten. Dieser verweist auf einen Ermittlungsstand, demnach sich eine Frau namens Jacqueline Santos als Beth Calderon ausgibt und sie bewaffnet und gefährlich ist.
Es zeigt sich, dass Jacqueline Santos einst von ihrem eigenen Vater vergewaltigt wurde und infolge des schweren emotionalen Traumas einen Männerhass entwickelt hat – sie hat bereits mehr als einmal gemordet und plant es wieder.

## Veröffentlichung
Eine deutsche Synchronisation des Films wurde von der Busch Media Group veröffentlicht.